# Роджерс, Майти Мо
Майти Мо Роджерс (англ. Mighty Mo Rodgers, настоящее имя Морис Роджерс (англ. Maurice Rodgers); род. 24 июля 1942, Ист-Чикаго, Индиана, США)  — американский блюзовый певец, пианист, автор песен, продюсер. Номинант Blues Music Awards в номинации «Лучший дебют» (2000)  . 

## Биография
Морис Роджерс родился в Восточном Чикаго, штат Индиана в 1942 году. Он изучал классическое фортепиано, но на него большее влияние  оказали блюзовые выступления, которые проходили в ночном клубе его отца Chicken Shack в Гэри, где выступали Вилли Диксон, Эдди Бойд, Джимми Рид), а также в середине 1960-х годов музыка, выпускаемая лейблом Stax Records. В старшей школе  East Chicago Washington High School Роджерс сформировал свою первую группу Rocketeers. В школе же стал чемпионом штата по борьбе , и поступил на спортивную стипендию в Indiana State College, где он возглавил группу Maurice Odgers Combo. Вскоре Роджерс бросил учёбу, переехал в Лос-Анджелес, где стал профессиональным музыкантом. Впервые записался ещё в 1962 году и записал несколько синглов с музыкантами из Индианы. В 1967 год сыграл на органе в хите Брентона Вуда 1967 года «Gimme Little Sign», и дальнейшем много работал с Вудом. До середины 1970-х был сессионным музыкантом, домашним клавишником в частности Double Shot Records, выступал с такими музыкантами как Джимми Рид, Альберт Коллинз, Ти-Боун Уокер, Бобби «Блу» Блэнд 
В 1973 году Роджерс стал сопродюсером альбома Sonny & Brownie (A&M Records) который выпустили Сонни Терри и Брауни МакГи, также исполнив в альбоме партию клавишных. После некоторого периода работы сессионным музыкантом Роджерс занялся написанием песен для Motown Records и Chappell & Co, выступая также продюсером. В середине 1990-х вернулся к образованию и получил степень по философии в Калифорнийском государственном университете, защитив диссертацию по теме «Экзистенциальный блюз» 
Первый сольный альбом Роджерса Blues Is My Wailin' Wall был выпущен в 1999 году лейблом Blue Thumb Records. Тексты нескольких песен в альбоме представляют философские взгляды Роджерса на человечество: «Благодаря революционному альбому под названием Blues Is My Wailin' Wall, Мо рассказал всю историю блюза, от работорговли прошлых лет до нынешних дней блюзэксплуатации» .  В 2000 году Роджерс с этим альбомом был номинирован на Blues Music Awards в номинации «Лучший дебют», а альбом был признан во Франции лучшим блюзовым альбомом года по версии Chic de l'Annee.  В 2000-е годы Роджерс много гастролирует и записывается в Европе. В 2001 году участвовал в записи альбома Жан-Жака Мильто Memphis. Второй альбом Роджерса Red, White & Blues Living Blues magazine признал лучшим альбомом года современного блюза; также он получил Grand Prix du Disque во Франции. Альбом 2007 года Redneck Blues снова был признан во Франции лучшим блюзовым альбомом года по версии Chic de l'Annee
В 2019 году он гастролировал с малийским перкуссионистом Бабой Сиссоко и выступил на нескольких европейских блюзовых фестивалях. В 2017 году они совместно выпустили альбом Griot Blues, записанный в Литве за три дня: «Роджерс занимается вокалом и всеми клавишными, в то время как Сиссоко также поет в дополнение к игре на говорящем барабане, нгони, джембе и калимбе» . 
Последний альбом музыканта Memphis Callin': Soul Music & the American Dream вышел в 2023 году.
Лауреат премии Trophees France Blues как международный артист (2001, 2002), как международный композитор (2003)
Бонни Рэйтт отозвалась как: «Музыка Мо Роджерса — это глоток свежего воздуха в мире блюза/R&B. Он сочетает в себе скрытый социальный подтекст с великолепным фанковым звучанием… Мне нравится его голос. Он — долгожданный оригинал» 
«Музыка Роджерса звучит блюзово, фанково, угловато и строго, с элементами госпела и соула. Электрогитара, клавишные, слайд-гитара и губная гармошка звучат в первую очередь функционально» .
«Майти Мо Роджерс — настоящий маэстро блюза, и его музыка отражает его любовь и преданность этому стилю. Его особенный голос и техника являются отражением многих музыкантов, которые оказали на него влияние, включая Мадди Уотерса, Джона Ли Хукера и Рэя Чарльза» . 

## Дискография
| Год  | Название                                         | Лейбл              |
| ---- | ------------------------------------------------ | ------------------ |
| 1999 | Blues Is My Wailin' Wall                         | Blue Thumb Records |
| 2002 | Red, White & Blues                               | Blue Thumb         |
| 2004 | Black Paris Blues                                | Isabel             |
| 2007 | Redneck Blues                                    | DixieFrog          |
| 2009 | Dispatches from the Moon                         | DixieFrog          |
| 2012 | Cadillac Jack                                    | Waterfront         |
| 2014 | Mud 'N Blood - A Mississippi Blues Tale          | DixieFrog          |
| 2017 | Griot Blues                                      | One Root Music     |
| 2023 | Memphis Callin': Soul Music & the American Dream | Drinking Gourd     |